# نو كوم سوك
نو كوم سوك (الكورية: 노금석) ; 10 يناير 1932 - 26 ديسمبر 2022)   كان مهندسًا وطيارًا أمريكيًا من مواليد كوريا الشمالية شغل منصب ملازم أول في القوات الجوية والقوات المضادة للطيران التابعة للجيش الشعبي الكوري خلال الحرب الكورية .   في ظل الحكم الاستعماري، كان لا بد من اعتماد الاسم الياباني ، أوكامورا كيوشي .  بعد حوالي شهرين من انتهاء الأعمال العدائية، انشق إلى كوريا الجنوبية على متن طائرة من طراز ميج 15 ، وحصل بعد ذلك على حق اللجوء السياسي في الولايات المتحدة .  ثم تبنى الاسم الإنجليزي كينيث إتش رو له .

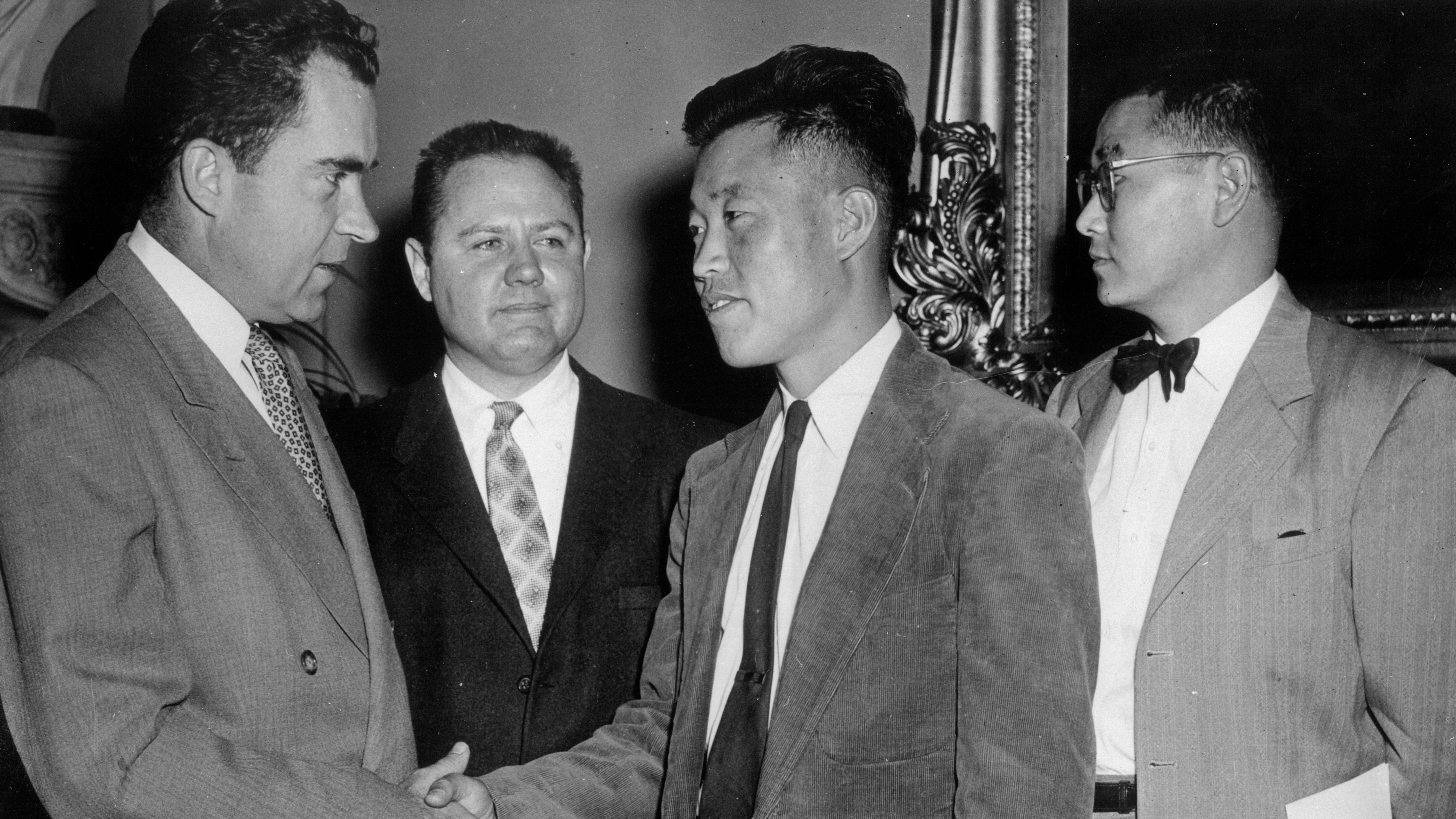
نو يتم اللقاء مع نائب الرئيس ريتشارد نيكسون في ذلك الوقت في مبنى الكابيتول الأمريكي في مايو 1954.

### فهرس
- Blaine Harden (2015). The Great Leader and the Fighter Pilot: The True Story of the Tyrant Who Created North Korea and The Young Lieutenant Who Stole His Way to Freedom. Viking. ISBN:978-0670016570.